# Eyton
Eyton is een civil parish in het Engelse graafschap Herefordshire. In 2001 telde het civil parish 114 inwoners. Eyton komt in het Domesday Book (1086) voor als 'Ettone'.